# (622) Ester
(622) Ester es un asteroide perteneciente al cinturón de asteroides descubierto por Joel Hastings Metcalf desde el observatorio de Taunton, Estados Unidos, el 13 de noviembre de 1906.

## Designación y nombre
Ester fue designado inicialmente como 1906 WP.
Más tarde se nombró por Ester, un personaje de la Biblia.

## Características orbitales
Ester orbita a una distancia media de 2,415 ua del Sol, pudiendo alejarse hasta 3 ua. Tiene una excentricidad de 0,242 y una inclinación orbital de 8,644°. Emplea en completar una órbita alrededor del Sol 1371 días.